# Procesul lui Moș Crăciun
Procesul lui Moș Crăciun sau Salvați Crăciunul! (titlu original: The Case for Christmas) este un film de Crăciun american din 2011 regizat de Timothy Bond. Rolurile principale au fost interpretate de actorii Dean Cain, Rachel Blanchard și George Buza.

## Prezentare
Un avocat ajunge să pregătească apărarea lui Moș Crăciun în cel mai mare proces din istorie. 

## Distribuție
| Actor            | Personaj           |
| ---------------- | ------------------ |
| Amanda Barker    | Receptionist       |
| Rachel Blanchard | Lauren             |
| George Buza      | Santa Claus        |
| Dean Cain        | Michael Sherman    |
| Helen Colliander | Lily Sherman       |
| Barry Flatman    | Braxton Bennettchr |
| Mike Petersen    | Dr. Evans          |
| Joe Silvaggio    | Barney             |

## Titlul în alte limbi
- italiană: Un avvocato per Babbo Natale[2]
- franceză: L'avocat du Père Noël[3]

## Vezi și
Alte filme în care Moș Crăciun ajunge în fața unei instanțe judecătorești:
- Miracolul din Strada 34 (1947)
- Miracolul de pe Strada 34 (1994)
- Apărătoarea Moșului (2013)